# Stadio Yusuf Ziya Öniş
Lo stadio Yusuf Ziya Öniş è un impianto sportivo situato ad Istanbul in Turchia. Usato prevalentemente per il calcio è lo stadio di casa del Sarıyer Spor Kulübü.
L'impianto ha una capacità di 10000 posti a sedere ed è omologato per la Süper Lig.
Il campo da gioco è completamente in erba naturale e misura 65×105 m.
Dal 2022 ospita gli incontri di ELF degli Istanbul Rams.